# Kirche Leubnitz-Neuostra
Die evangelisch-lutherische Kirche Leubnitz-Neuostra ist ein Sakralbau der Evangelisch-Lutherischen Landeskirche Sachsens im Dresdner Stadtteil Leubnitz-Neuostra. Sie zählt zu den ältesten Kirchen der Stadt und ist als „Bilderkirche“ einzigartig im Dresdner Raum. Die Kirche vereint Baustile von der Romanik bis zum Barock und gilt daher auch in stilgeschichtlicher Hinsicht als eine der reizvollsten Kirchen Dresdens.

## Lage

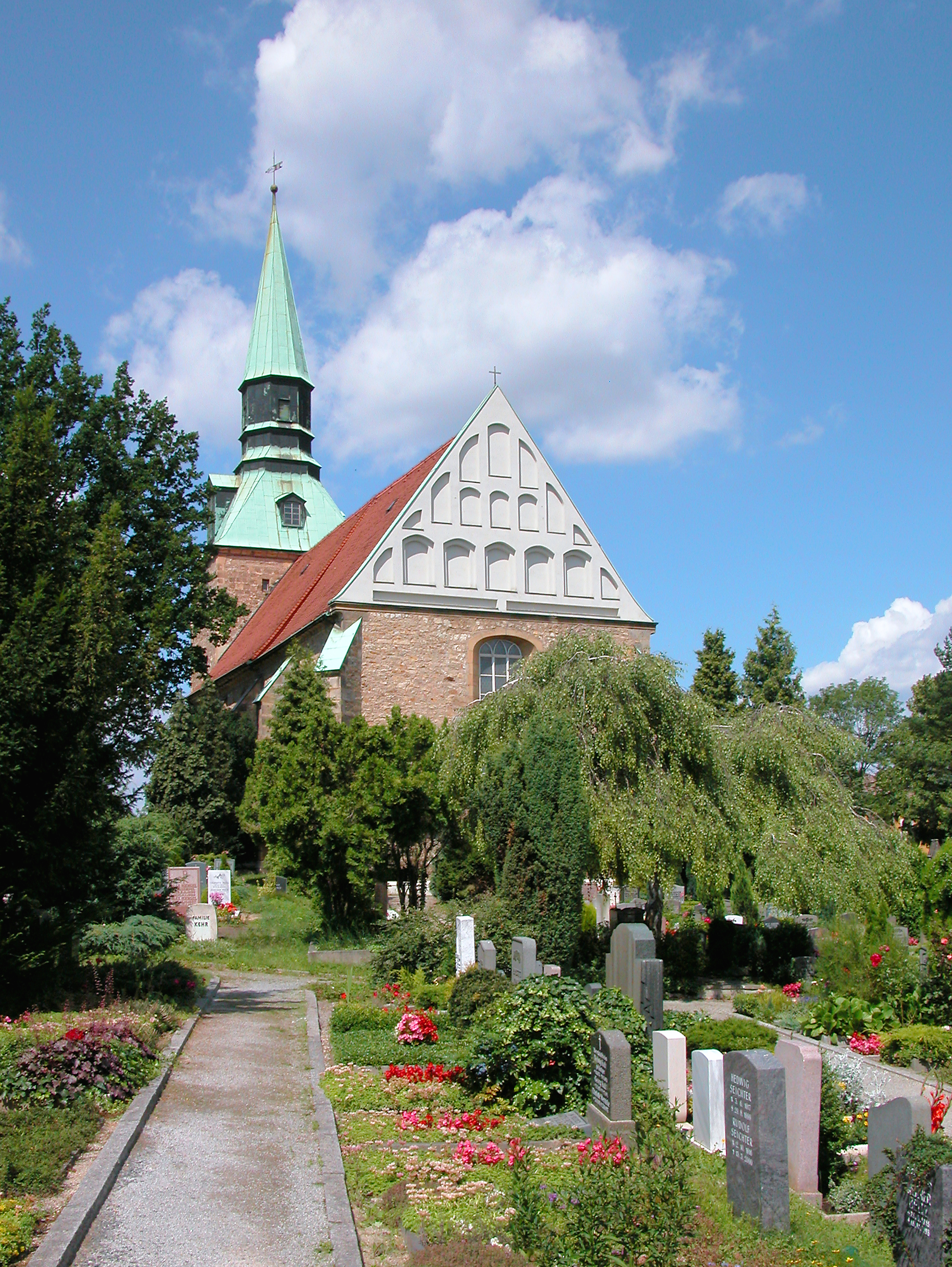
Kirche von Osten

Die Kirche Leubnitz-Neuostra wurde auf einer Anhöhe des Dorfes Leubnitz errichtet. Sie umgibt ein großzügiger Kirchhof, der als Friedhof genutzt wird und kontinuierlich erweitert wurde.

## Baugeschichte

### Vorgeschichte
Nicht bekannt ist, wann die erste Leubnitzer Kirche entstand. Da Leubnitz an der Handelsstraße von Mittelsachsen nach Böhmen lag, wird vermutet, dass der Ort bereits im 10. Jahrhundert eine Missionskirche hatte. Weil keine Grabungen um die Leubnitzer Kirche durchgeführt wurden, gibt es bisher keinen Nachweis über frühere Kirchenbauten.
Als möglich gilt, dass ein früher Kirchenbau als Wehrkirche konzipiert und um 1150 in Holz ausgeführt wurde. Urkundlich ist der Turm der Kirche im Jahr 1170 belegt, der noch heute besteht und somit der älteste Teil des Kirchenbaus ist. Der zur Zeit der Romanik errichtete Turm diente vermutlich als Wehr- und Schutzturm. Darauf lässt zum Beispiel die Mauerdicke von 1,40 Metern schließen. Zudem ist noch in der Gegenwart ein Zugang zum Turm in 5,50 Metern Höhe zu erkennen, der nur über eine Leiter zu erreichen war. Der ebenerdige Durchbruch vom Turm zum Langhaus wurde erst 1437 geschaffen. Damit ist die Kirche in Leubnitz-Neuostra neben der Briesnitzer Kirche eine der ältesten erhaltenen Sakralbauten im Dresdner Stadtgebiet. Sie zeugt so nicht zuletzt von den frühen Christianisierungsbestrebungen der Markgrafen von Meißen.

### Von der Ersterwähnung bis zum Dreißigjährigen Krieg

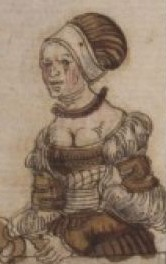
Elisabeth von Maltitz verschenkte die Kirche 1288

Die Ersterwähnung der Leubnitzer Kirche stammt vermutlich aus dem Jahr 1233, als in einer Schenkungsurkunde an das Benediktiner-Frauenkloster zu Geringswalde auch eine ecclesia in lubiniz genannt wird. Der Ort „lubeniz“ findet sich zudem in einer Bestätigungsurkunde von Papst Gregor IX. aus dem Jahr 1237 wieder. Die erste sicher belegte urkundliche Erwähnung des Dorfes Leubnitz und der Kirche stammt aus dem Jahr 1288. In der Urkunde schenkte die Witwe des Markgrafen Heinrichs des Erlauchten, Markgräfin Elisabeth von Maltitz, dem Kloster Altzella am 12. Juni 1288 das Patronatsrecht über die Kirche sowie ihre Besitzungen in Leubnitz und Goppeln. Kirche und Pfarre gehörten dennoch weiterhin zur Inspektion des Erzpriesters von Dresden.
Eine weitere Nachricht über die Kirche stammt aus dem Jahr 1437, als Bischof Johannes IV. in der Kirche einen Altar zu Ehren der Jungfrau Maria und den Heiligen Andreas, Barbara, Moritz und Ursula weihte. In dieser Zeit entstand auch das Langhaus der Kirche in Formen der Spätgotik neu. Möglicherweise zur gleichen Zeit, spätestens jedoch 1511 wurde der Chor an das Langhaus angebaut. Zu dieser Zeit war Leubnitz stark gewachsen, sodass eine Erweiterung der Kirche notwendig war. Pfarrer Antonius Huth berichtete in einem Schreiben, das 1666 im Turmknopf gefunden wurde und sich im Dresdner Stadtarchiv erhalten hat, dass der Kirchturm 1536 durch einen Blitzschlag zum Teil zerstört, jedoch von der Gemeinde wieder aufgebaut wurde. Anlässlich eines aufziehenden Gewitters hatte die Frau des Küsters versucht, die Wolken durch Glockenläuten zu vertreiben und war wie der Turm vom Blitz getroffen worden.
Die Reformation brachte keinen Bruch in der Nutzungsgeschichte der Kirche: Der katholische Pfarrer der Kirche Matthias Steinmetz wurde bereits im Sommer 1539 erster evangelischer Pfarrer in Leubnitz. Im Jahr 1550 ging das Patronat der Kirche vom säkularisierten Kloster Altzella auf Betreiben des Kurfürsten Moritz als Schenkung an den Dresdner Rat über.

### Vom 17. bis 19. Jahrhundert

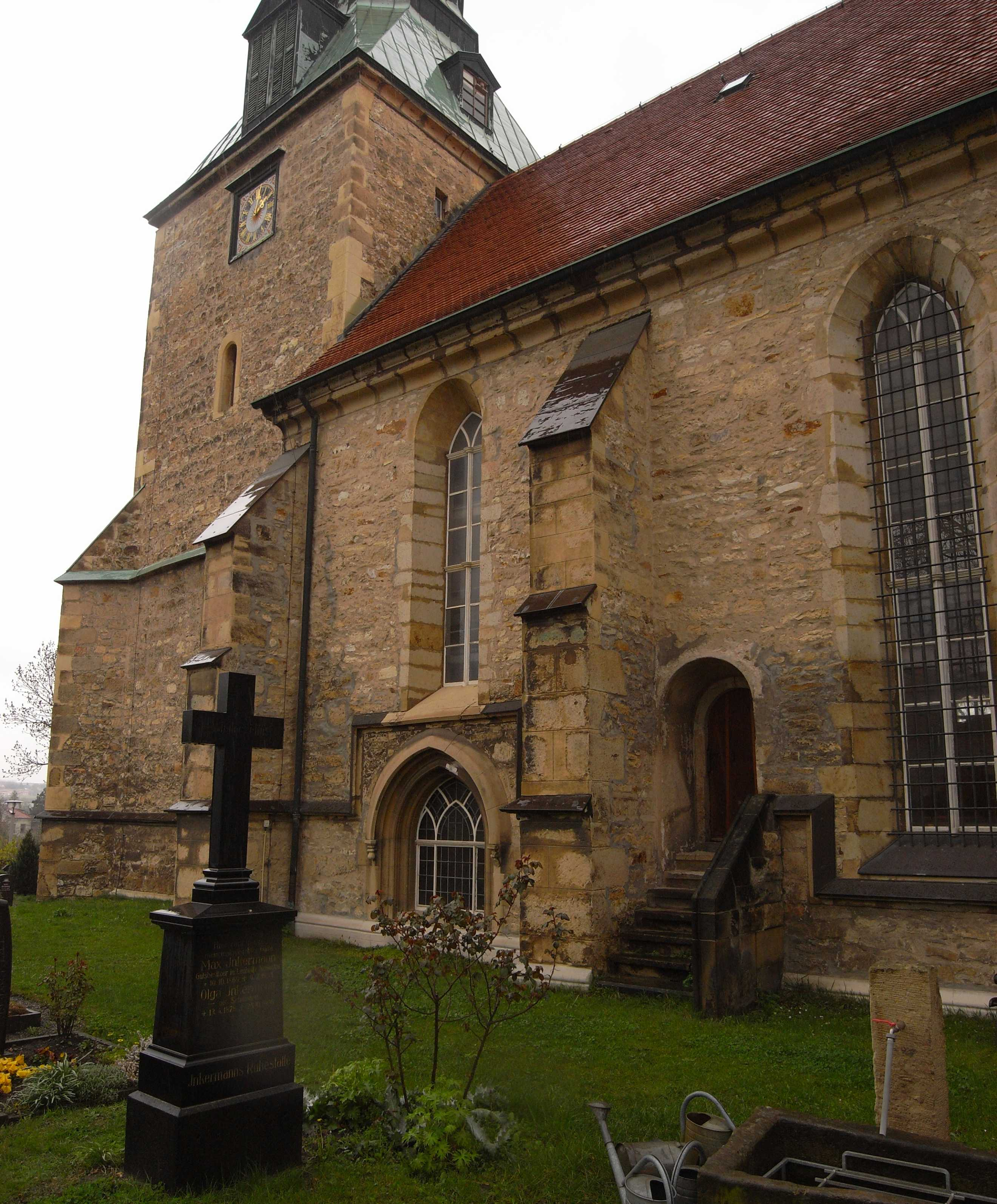
Gotisches Südportal, links neben dem Aufgang zur Nöthnitzer Betstube

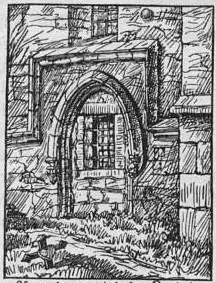
Zugemauertes gotisches Südportal, um 1900

Große Bautätigkeiten begannen nach Ende des Dreißigjährigen Krieges. Die Leubnitzer Kirche erhielt erste Emporen, ab 1666 fanden grundlegende Dacharbeiten statt, sodass anschließend bis 1671 im Inneren eine hölzerne Felderdecke eingezogen werden konnte. Die Felderdecke wurde von 1671 bis 1673 vom Dresdner Künstler Gottfried Lucas ausgemalt. Auch die Emporenfelder erhielten eine reiche Ausmalung im Stil des frühen Barocks. Zudem wurden bereits um 1667 die Fenster im Stil des Barocks verändert. Die Renaissance-Kanzel aus dem Jahr 1577 wurde 1662 durch einen Schalldeckel ergänzt.
Im 18. Jahrhundert musste dem Anwachsen der Leubnitzer Gemeinde durch einen erneuten Ausbau der Kirche Rechnung getragen werden. Ein erster größerer Umbau datiert auf die Jahre 1705 bis 1708 und ist urkundlich bezeugt. Die Kirche erhielt 1720 und 1721 im Nordosten einen Anbau in einfachen Barockformen, den Johann Friedrich Karcher mitplante und an dessen Ausführung er beteiligt war. Die Maurerarbeiten führte Meister Andreas Boxberger durch, während für die Malerarbeiten Meister Bratfisch zuständig war. Mit dem zweigeschossigen Anbau entstanden Herrschaftsstuben und Emporen. Das gotische Südportal, das sich erhalten hat, wurde 1726/1727 zugemauert. Zudem schuf man einen Eingang zum Turmhaus. Im Nordwesten wurde vor den Turm die sogenannte Brauthalle angebaut, die für Trauungen genutzt wurde. Der erhaltene Barockaltar der Kirche stammt aus dem Jahr 1730.
Verfallserscheinungen führten zu einer ersten größeren Renovierung der Kirche, die von 1874 bis 1889 stattfand. Dabei wurden das Maßwerk an den Südfenstern der Kirche und auch die einfachen Butzenscheiben entfernt. Der spätgotische Ostgiebel wurde vereinfacht und das alte Ziegeldach erneuert. Zudem erhielt die Kirche einen nordöstlichen Anbau in Formen der romanischen Gotik. Im Inneren erfolgten Malerarbeiten unter anderem im Altarbereich.

### 20. und 21. Jahrhundert

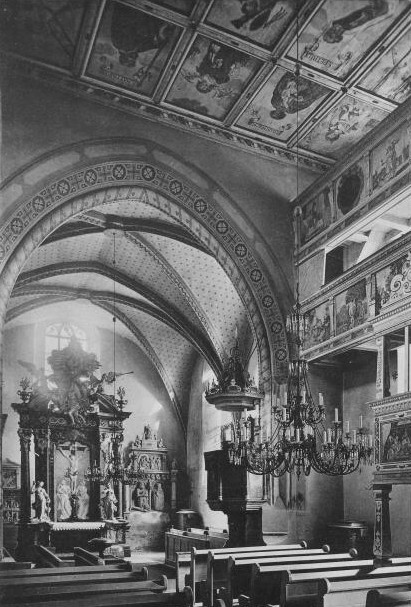
Altarraum mit Bemalung von 1874

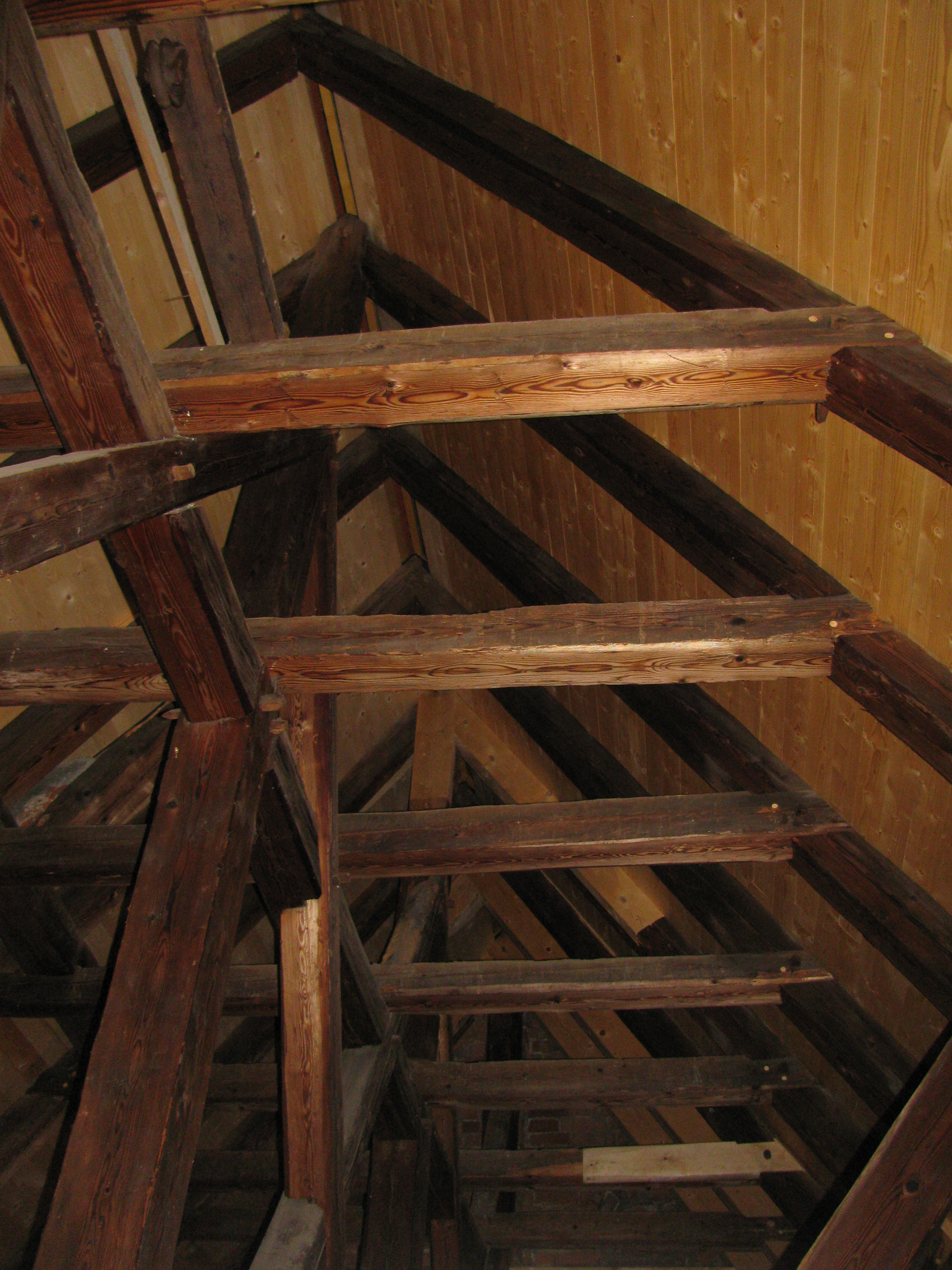
Der 2009 erneuerte Dachstuhl

Vermutlich entstanden schon um 1874 erste Risse im Mauerwerk, die auch 1974 in einem Gutachten festgestellt wurden und deren Bildung bis zur Ursachenfindung 2002 anhielt. Bereits 1918 wurde wegen des schlechten baulichen Zustands der Kirche eine grundlegende Innenrenovierung angemahnt, jedoch wegen leerer Kassen nach Ende des Ersten Weltkriegs nicht umgesetzt. Man beschränkte sich auf die dringlichsten Renovierungen. In den Jahren 1922 und 1923 bemalte Karl Schulz die Innenkirche samt Nordemporen neu bzw. frischte die Farben auf. Den Zweiten Weltkrieg überstand die Kirche nahezu unversehrt, so gab es nur leichte Schäden am Dach und an den Fenstern.
Unter der Leitung des Instituts für Denkmalpflege folgte schließlich ab 1968 eine zehnjährige, umfangreiche Restaurierung der Kirche, die 1978 abgeschlossen wurde. Im Altarraum wurden dabei nachträglich eingebaute Emporen entfernt, die Chorfenster erhielten Butzenscheiben, während der Boden mit Sandsteinplatten belegt wurde. Helmar Helas restaurierte unter Mitarbeit von Peter Taubert Altar, Kanzel und Karcher-Epitaph. Man weißte den Kirchenraum und entfernte die himmelblaue und mit goldenen Sternen ergänzte Ausmalung des Altarraums aus dem Jahr 1874. Helmar Helas und Werner Wischniowski reinigten und konservierten zudem 1974 die Felderdecke. Während der Restaurierungsarbeiten diente die Kirche im Juni und Juli 1973 als Drehort für den Spielfilm Polizeiruf 110: Eine Madonna zuviel.
Die Rissbildung im Mauerwerk wurde erstmals 1993 mithilfe von Bohrungen im Kirchberg untersucht, blieb jedoch ergebnislos. Zu dieser Zeit waren nicht nur große Risse im Gewölbe des Chorraums und an den Spitzbögen der gotischen Fenster aufgetreten. Auch bei weiteren Gebäuden am Kirchberg, darunter Privathäusern sowie dem in der Folge einsturzgefährdeten Gemeindehaus neben der Kirche, zeigten sich Risse. Seit 1996 engagiert sich der Verein zur Sicherung und Erhaltung der Leubnitzer Kirche e. V. für die Kirche und deren kontinuierliche Instandhaltung.
Eine zweite, grundlegende Untersuchung fand von 1996 bis 1999 statt. Es stellte sich heraus, dass die Kirche unter ihrem Fundament auf einem Plänermergel-Zersatz steht, der bei Niederschlag aufquillt und bei Trockenheit austrocknet und schrumpft. Die daraus folgenden örtlich leichten Hebungen und Senkungen der Kirche führten zu den Rissen im Mauerwerk. Infolge der Erkenntnisse legte man eine Drainage an, die Regenwasser abführt, bevor es versickern kann. In den Jahren 2018/2019 kam es durch zwei sehr trockene Sommer zu einer deutlichen Senkung der Kirche und starker Rissbildung im Gebäude. Sie musste deshalb teilweise gesperrt werden. Das Amt für Kultur und Denkmalschutz nahm eine Notsicherung vor. Die Kirche soll in den nächsten Jahren ein neues Fundament bekommen, um sie zu erhalten. Die notwendigen Gelder sollen durch Fördermittel und Spenden aufgebracht werden.
Von 1999 bis 2001 restaurierte Lydia Wiedemann die Emporenbilder. Im Jahr 2005 erhielt die Kirche eine Temperierungsanlage. Drei Jahre später wurden die beiden Epitaphien an der Ostwand restauriert. Eine letzte größere Arbeit war die Erneuerung des Dachstuhls im Jahr 2009, in dessen Folge auch das Ziegeldach neu gedeckt werden musste.

## Baubeschreibung

### Äußeres

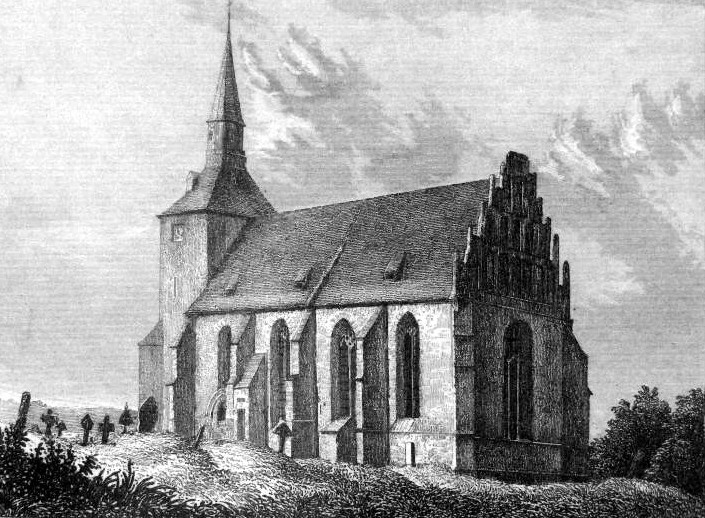
Die Kirche um 1840 mit Staffelgiebel, der 1874 vereinfacht umgebaut wurde

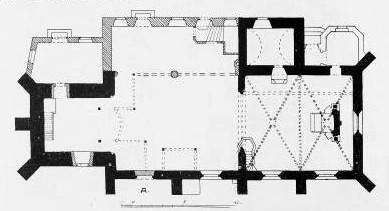
Grundriss der Kirche 1904

Die Kirche Leubnitz-Neuostra ist eine Saalkirche mit geradem Chor und Westturm. Der Bruchsteinbau hat kräftige Strebepfeiler sowie ein umlaufendes Gurtgesims im Süden sowie an Chor und Turm. Der Bau schließt mit einem Satteldach ab. Der frühere Zugang zur Kirche befand sich im Süden. Die gotische Pforte wurde 1727 vermauert und vermutlich 1874 zu einem Fenster umgebaut. Heutige Zugänge finden sich auf der Nordseite: Der Haupteingang führt in den sogenannten „Karcheranbau“, den Nordanbau. Ein Nebeneingang führt weiter westlich zunächst in die Brauthalle und von dort in den Turmbereich mit Treppenhaus. Auf der Südseite führt eine separate, über Treppen erreichbare Tür auf die Nöthnitzer Betstube.
Die Kirche wuchs in verschiedenen Epochen und gilt aufgrund ihrer Stilvielfalt von Romanik bis Barock als „eine der reizvollsten Kirchen Dresdens“. Der zweigeschossige, 39 Meter hohe Turm im Westen der Kirche entstand vor 1188. Er ist bis zur Firsthöhe quadratisch und wird von einem Zeltdach abgeschlossen. Darüber erhebt sich ein achtseitiges, spitzes Türmchen. Die Turmkugel trägt eine Wetterfahne mit Dresdner Stadtwappen und der Jahreszahl 1702. Die gotischen Gesimse des Turmes haben sich erhalten.
Das Langhaus entstand zur Zeit der Spätgotik vermutlich zwischen 1430 und 1437. Aus dieser Zeit sind die beiden Westjoche des Langhauses und der Triumphbogen erhalten. Zudem stammen das ehemals vermauerte Südtor, der aus Kehle und Rundstab gebildete Sockel, die Anordnung der Strebepfeiler, das Gurt- sowie das aus kräftiger Kehle und Platte gebildete Hauptgesims aus der Zeit vor 1437. Die Südseite hat drei hohe Spitzbogenfenster, die im Inneren teilweise durch Emporen verdeckt werden.
Im Jahr 1511 erfolgte der Umbau der Kirche. Dem Zeitraum gehören die beiden Ostjoche des Langhauses an sowie das Kreuzgewölbe mit Schlussstein, das Rippenprofil mit einfacher Kehle und der Ostgiebel aus Backstein mit im Stichbogen gebildeten Blenden. Er war ursprünglich als Staffelgiebel erbaut worden, wurde jedoch bei einer Renovierung im Jahr 1874 stark vereinfacht.
Aus den Jahren 1720 und 1721 stammen die Norderweiterung der Kirche und die nordwestliche Vorhalle, die mit der Jahreszahl 1721 bezeichnet ist. Der „Karcheranbau“ genannte Nordanbau zeigt „in zwei Geschossen ein kräftig schlichtes Barock“. Die Vor- bzw. Brauthalle ist eingeschossig.

### Inneres
Der Innenraum hat eine flache Holzdecke. Der Saal ist durch je einen Triumphbogen vom zweijochigen Chor sowie vom Turm getrennt. Der Chorraum hat ein Kreuzrippengewölbe. Felderdecke und Emporen sind mit reichem Bilderschmuck versehen. „Als sogenannte Bilderkirche steht sie nahezu einmalig im Lande“, schrieb eine Zeitung 1974 in Bezug auf die DDR.

#### Felderdecke

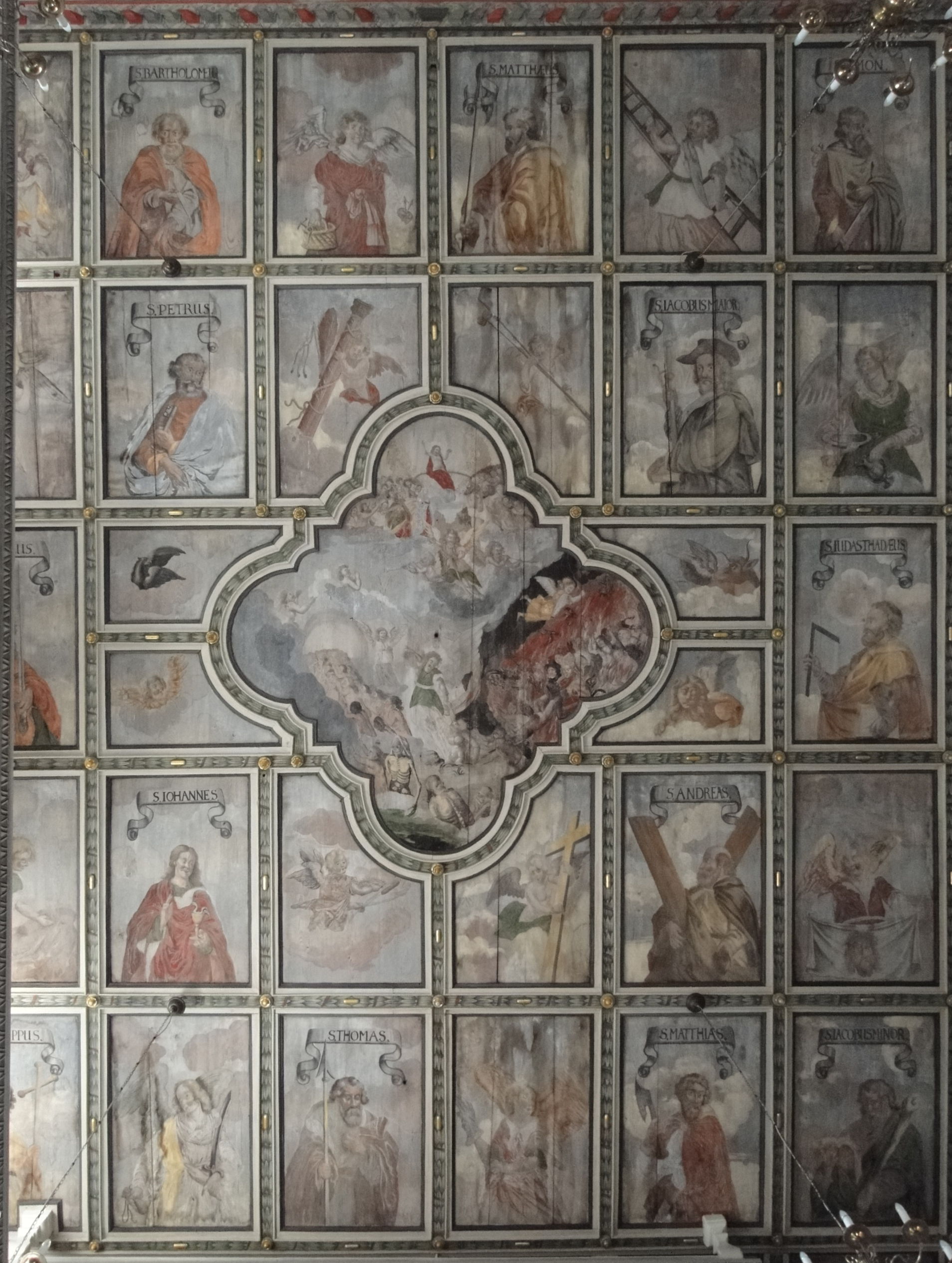
Die Felderdecke der Kirche

Die flache, hölzerne Felderdecke der Kirche wurde von 1671 bis 1673 von Gottfried Lucas mit Leimfarbe ausgemalt. In der Mitte befindet sich ein größeres, vierpassartig begrenztes Feld, an das sich 8 angeschnittene Felder sowie 22 rechteckige Felder anschließen. Diese sind mit aufgesetzten Leisten voneinander getrennt. Sie tragen grüne Blätter, wobei die Schnittpunkte der Leisten durch gedrechselte, goldfarbene Rosen markiert werden und so „an die Darstellung einer Himmelswiese“ erinnern.
Die Felderdecke zeigt religiöse Motive: Im Zentrum befindet sich eine Darstellung des Jüngsten Gerichts, die acht angeschnittenen Felder zeigen Engel mit Werkzeugen der Folterung Christi, 13 rechteckige Tafeln sind mit den 13 Aposteln bemalt und die restlichen neun Felder zeigen Engel mit Symbolen der Passion Christi. Über der Orgelempore finden sich sechs weitere Felder, die seitlich je zwei Engelsköpfe zeigen und mittig links das Dresdner Stadtwappen sowie rechts das sächsische Kurwappen.
Cornelius Gurlitt nannte die Felderdecke „eine tüchtige, beachtenswerthe Arbeit. Die einzelnen Figuren sind decorativ durchgeführt und wirken vom Schiff aus im Verhältniss und Maassstab günstig“. Er bedauerte jedoch bereits 1912, dass „die Farbe vielfach abgefallen [ist]. Eine baldige Restaurirung wäre erwünscht, ehe die alten Farben noch mehr zurückgehen.“ Die Restaurierung der Felderdecke erfolgte schließlich 1974 durch Helmar Helas und Werner Wischniowski.

#### Emporen

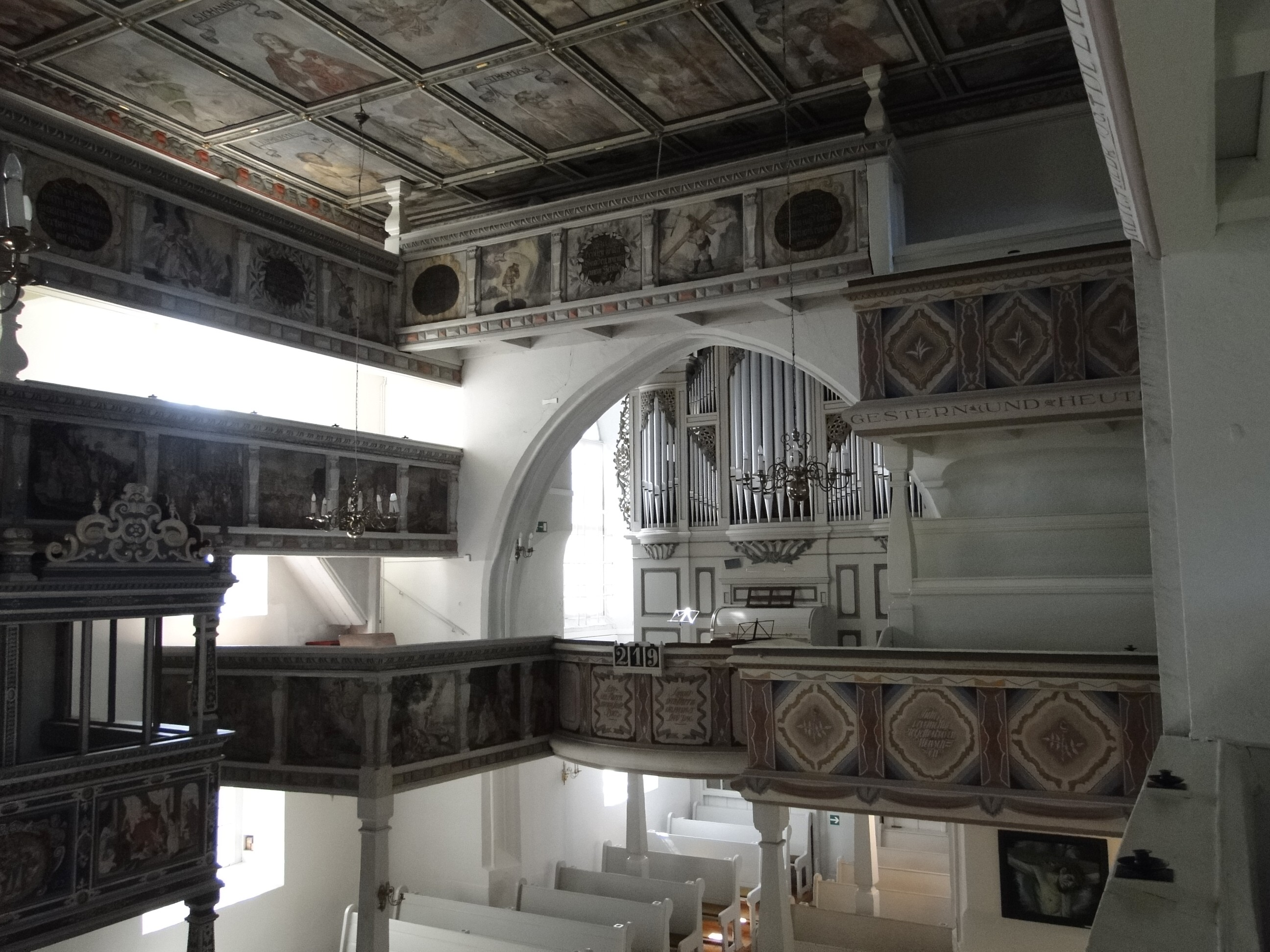
Blick von der Nordempore zu den Südemporen und der Orgel- und Chorempore

Der Innenraum wird auf drei Seiten von Holzemporen umschlossen, die auf Säulen stehen. Die Emporen der Südseite sind dreigeschossig. Die die Emporen verbindenden Säulen tragen die Inschrift „H. R.“ sowie die Jahreszahl 1667. Die Emporenfelder der ersten beiden Geschosse zeigen in Leimfarbe ausgeführte biblische Szenen. Im dritten Geschoss, das sich auch auf die Westseite über die Orgelempore zieht, sind je sieben Bilder und zugehörige Texte zu sehen. Ein bemaltes Feld trägt die Signatur von Gottfried Lucas, der auch die Felderdecke gemalt hat, sowie das Entstehungsjahr 1672. Die einfache Empore im Chorraum stammt möglicherweise aus der zweiten Hälfte des 17. Jahrhunderts und hat an der Brüstung eine Darstellung des himmlischen Jerusalem.

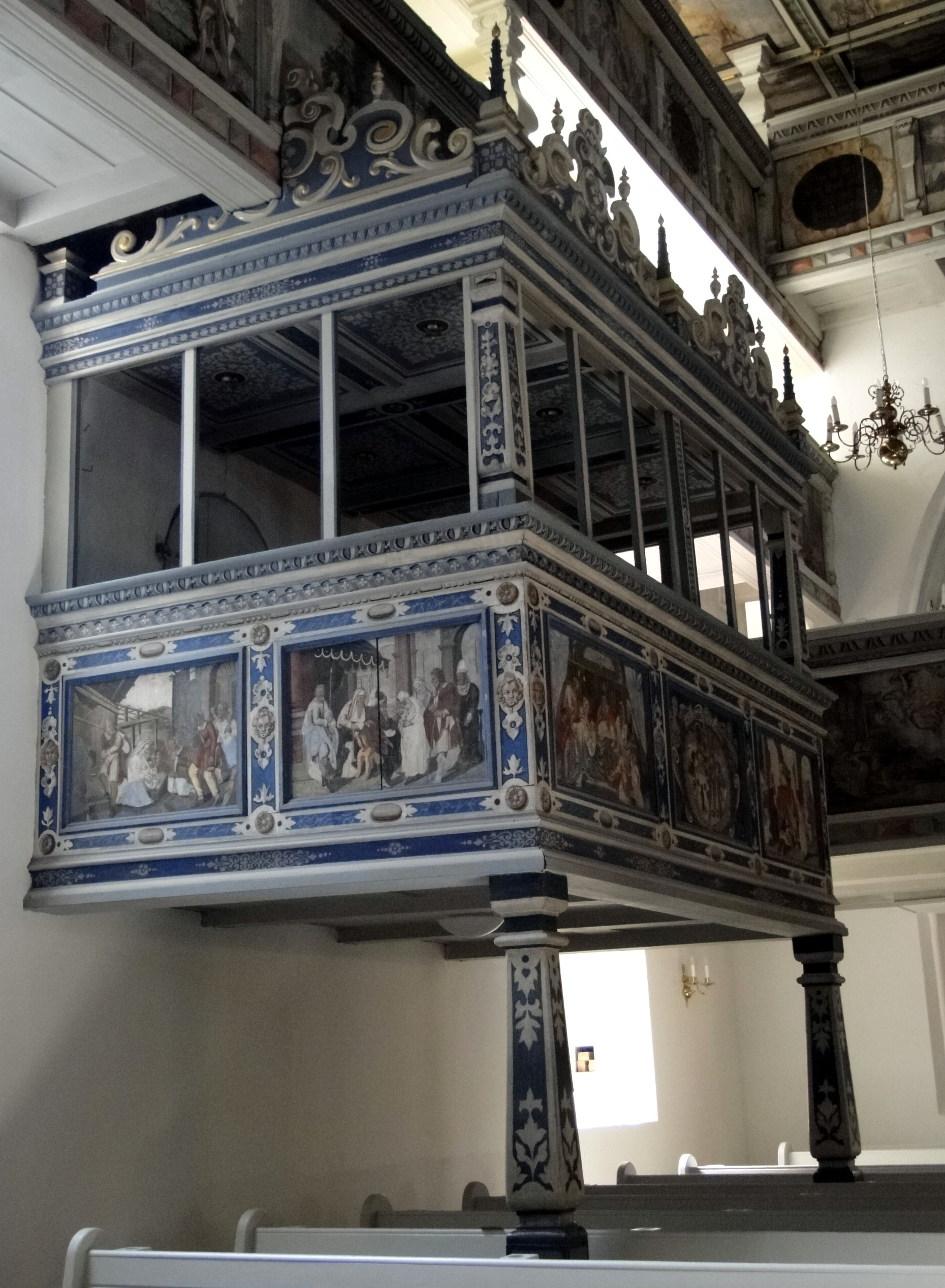
Nöthnitzer Betstube

Die Orgelempore und die zweigeschossigen Emporen der Nordseite entstanden 1720 und 1721. Sie haben derbprofilierte Rahmenhölzer. Die Malerei stammte von Meister Bratfisch und zeigte ursprünglich blaue Sterne. Die nordöstlichen Emporen wurden erstmals 1879 „in einer dürftigen Renaissance“ übermalt. Bei der Renovierung der Kirche in den Jahren 1922 und 1923 erhielten sie eine Art-déco-Ausmalung von Karl Schulz.
Drei Brüstungsfelder der Sängerempore links neben der Orgelempore gestaltete der Maler Felix Elßner im Jahr 1923 mit christlichen Weihnachtsmotiven. Er überdeckte dabei biblische Szenen der Offenbarung, die detailgenaue Kopien von Stichwerken Matthäus Merians sind. Diese wurden bei der Restaurierung von 1999 bis 2002 wiederhergestellt. Elßners Bilder, die in Tempera auf Sperrholz ausgeführt wurden, befinden sich seither im Chor.
Besonders prächtig ist die sogenannte Nöthnitzer Betstube gestaltet. Sie wurde 1652 für Oberhofmarschall Heinrich von Taube und seine Frau Clara, geb. Schütz, aus Nöthnitz erbaut. Sie befindet sich mittig auf der Südseite und steht auf zwei Holzsäulen. Die Bemalung besteht aus weißen, mit Gold aufgesetzten Ornamenten auf blauem Grund. Die Brüstung besteht aus sieben Bildtafeln, die in Leimfarbe gemalt wurden. Sechs zeigen Szenen aus dem Leben Jesu von Geburt bis Auferstehung. Die mittige Bildtafel enthält das Allianzwappen der Familien von Taube und von Schütz. Das Betstubendach trägt ein Gebälk mit geschweiften Aufsätzen. Erst nach dem Bau der Betstube erfolgte in den 1660er-Jahren der Bau der Südemporen, die auch über der Betstube verlaufen.

## Ausstattung

### Altäre

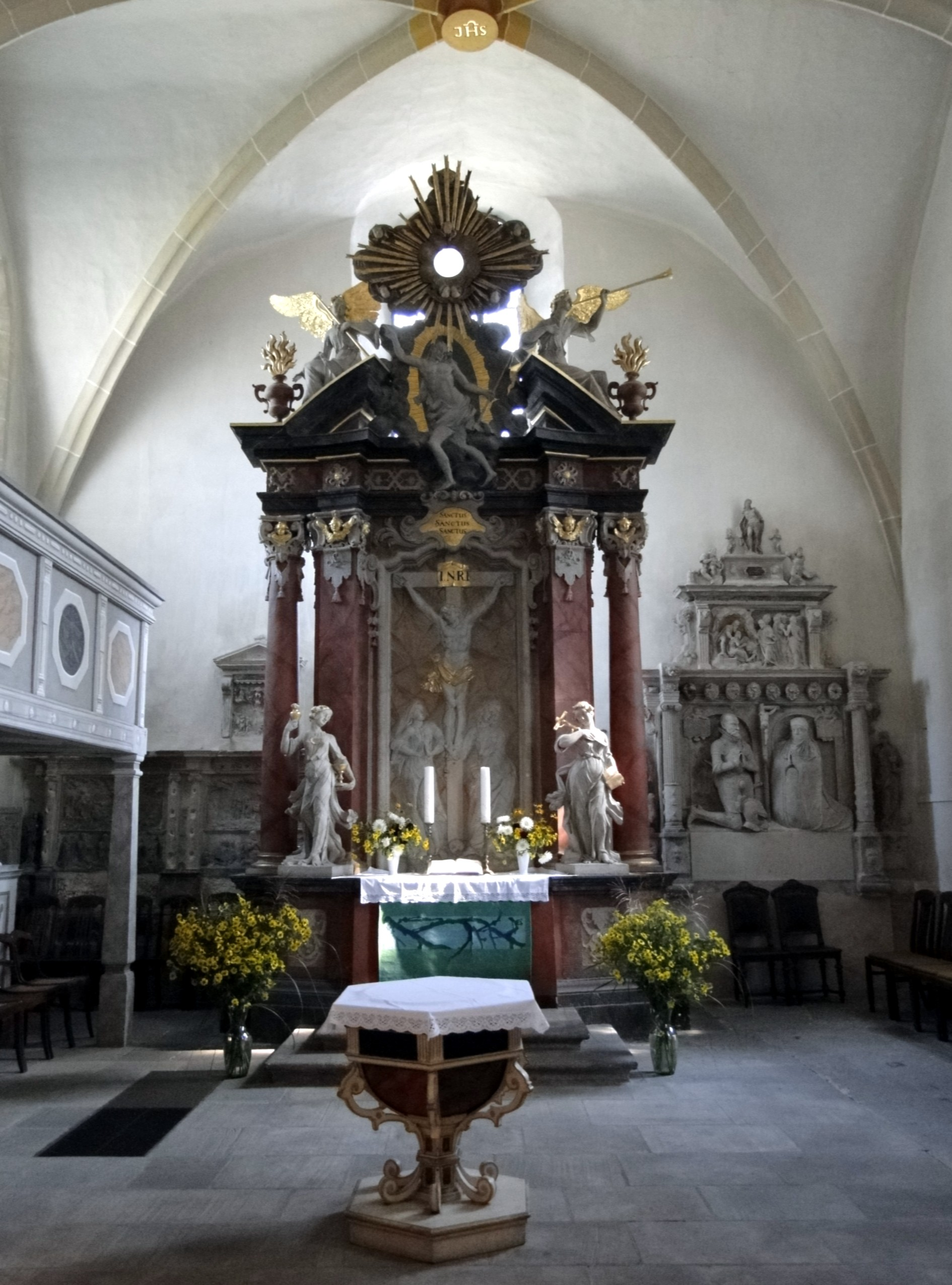
Blick zum Altar

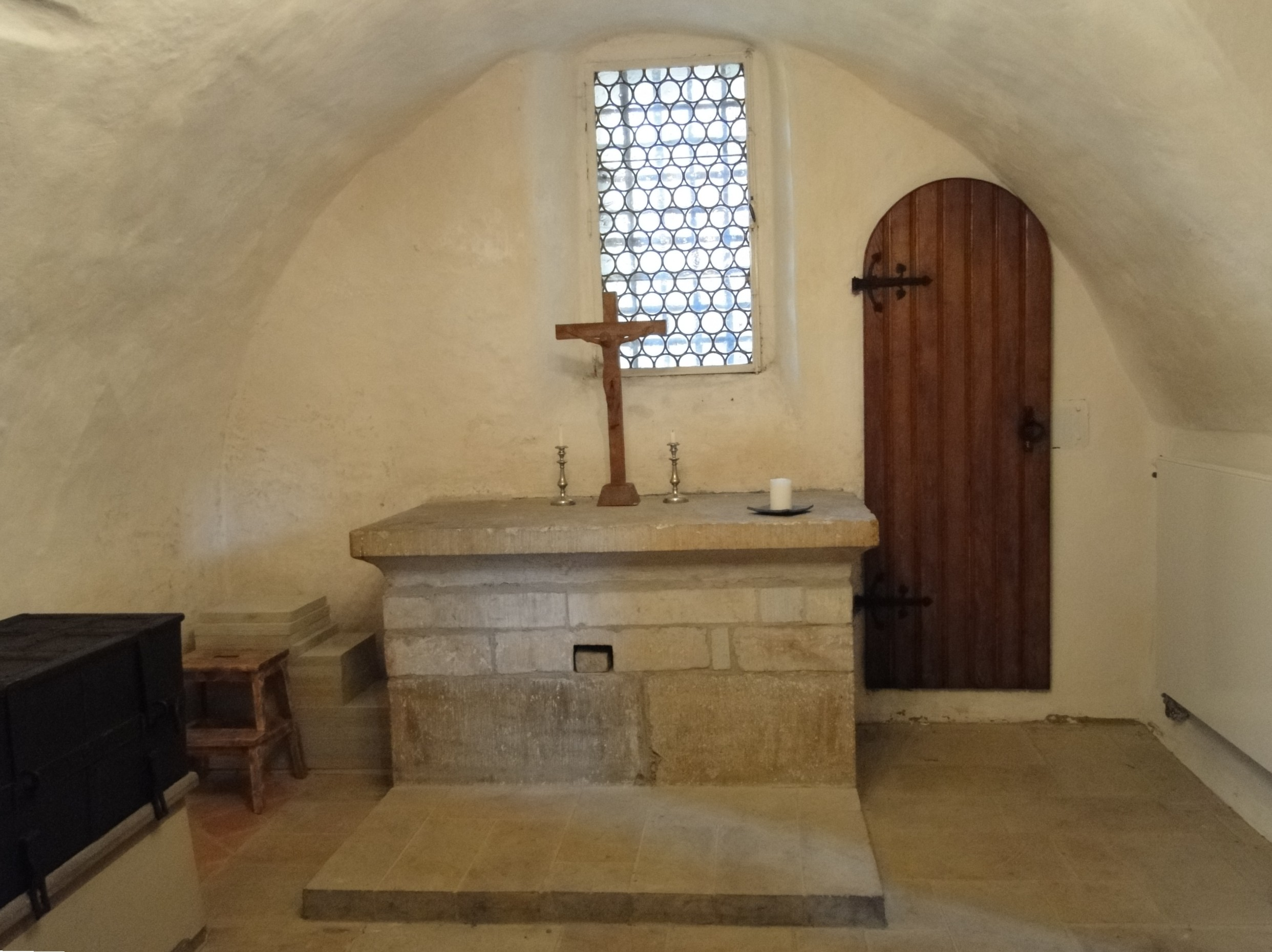
Sakristei mit Blick auf die Mensa

Der „bedeutende… Sandsteinaltar von ausgezeichneter Qualität“ ist eine Arbeit der Steinmetzmeister Johann Christian Ebhardt und Johann Bernhard Reinboth aus dem Jahr 1730, die für die Arbeit rund 470 Reichstaler erhielten. Er ist 3,80 Meter breit, 8 Meter hoch und zum Teil bemalt. Entgegen den Gepflogenheiten der Zeit ist der Altar nicht als Flügelaltar konzipiert, obwohl er noch Ansätze der Dreigliedrigkeit zeigt. Details des Altars sind vergoldet, wobei wenige Teile, wie Engelsflügel, Amphoren und Gloriole, Holzschnitzereien darstellen.
Der mittige Hauptteil zeigt als Relief Christus am Kreuz, darunter rechts Magdalena, die ein Tuch in der Hand hält und das Kreuz umfasst, und links Maria mit gefalteten Händen zu Christus hinaufblickend. Um 1900 hatte das Relief einen blauen Hintergrund, inzwischen ist der Hintergrund gelblich-marmoriert. Das Relief umschließt ein stark profilierter Rahmen und wird von einer vergoldeten Kartusche mit der Inschrift Sanctus Sanctus Sanctus bekrönt.
Der seitliche äußerste Abschluss des Altars besteht aus einer übereck gebauten rot-marmorierten Pilaster-Säulen-Kombination. Die weißen Kapitelle sind frei behandelt und tragen vergoldete Engelsköpfchen und Draperien. Vor den Pilastern stehen, auf mit Rokoko-Ornamenten geschmückten Postamenten und den Mittelteil flankierend, die Allegorie des Glaubens und der Liebe. Beide in Weiß gehaltenen Frauenfiguren sind barfuß dargestellt und tragen faltenschlagende Kleider. Die rechte Figur (Glaube) hält in der linken Hand die Bibel, auf der die Worte „Ev. St. Marc. Cap. X. Geh hin der Glaube hat dir geholfen“ sichtbar sind, und drückt mit der rechten ein Kruzifix an sich. Die linke Figur (Liebe) hält links einen Kelch und in der rechten Hand ein flammendes Herz. Ihre Brust ziert ein Strahlenkranz mit der Inschrift JESUS. Beide Figuren sind teilweise vergoldet.
Über den Pilastern schließt sich ein verkröpftes Gebälk an, das in den Anfängen einer Spitzverdachung endet. Darauf sitzen zwei Posaunenengel, seitlich stehen flammende Amphoren. Zwischen den Anfängen der Spitzverdachung ist im Relief der Wolkenhimmel mit dem auferstandenen Christus zu sehen. Er trägt in der linken Hand eine Siegesfahne als Zeichen seines Sieges über den Tod. Über ihm und gleichzeitig als oberster Abschluss des Altars befindet sich eine Gloriole mit vergoldeten Strahlen und Engelsköpfen am Rand.
Ein weiterer Altar steht an der Nordseite des Altarraums unter der Empore. Der Hausaltar ist aus Eichenholz in den Formen der Spätgotik geschnitzt.
Die Mensa eines älteren Altars steht in der Sakristei: Im Osten des Anbaus befindet sich der einfache steinerne Altartisch aus dem 15. Jahrhundert mit Holzkruzifix. Die Mensa zeigt an den Ecken je ein Weihekreuz. Die eingeschossige Sakristei selbst ist tonnengewölbt und liegt im Nordosten der Kirche. Sie wird über den Chor betreten, wobei sie zwei Stufen unterhalb des Chores liegt. Die Sakristeitür stammt vermutlich aus dem 16. Jahrhundert und hat schmiedeeiserne Beschläge, die bei der Erneuerung der Tür 1685/1686 angebracht wurden.

### Kanzel

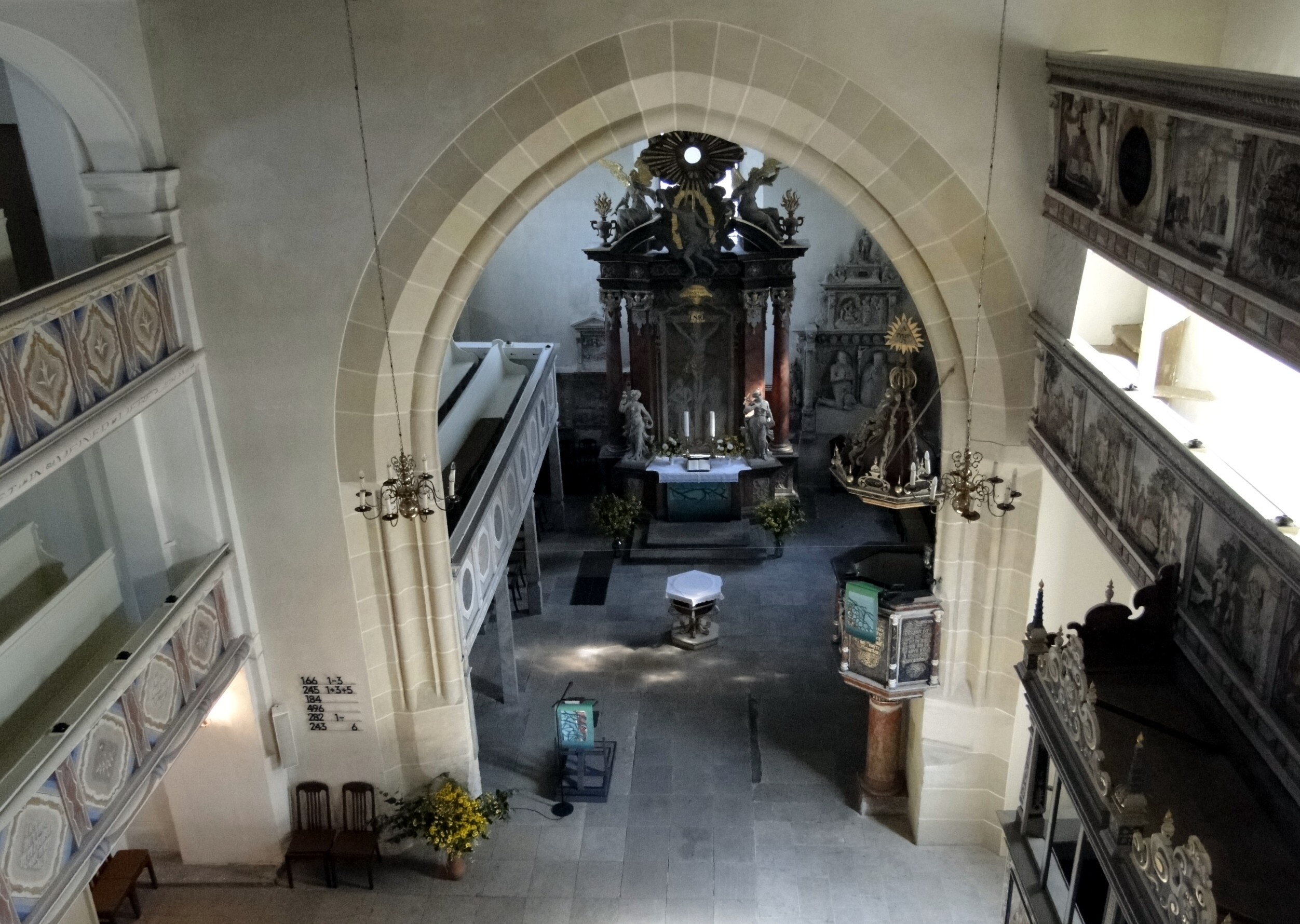
Blick zum Chor, rechts am Bogen die Kanzel

Die Kanzel befindet sich am südöstlichen Pfeiler des Triumphbogens. Sie besteht aus Sandstein mit aufgemalter Marmorierung sowie Holzverzierungen. Auf einer kräftigen Säule mit kurzem Schaft, einfacher Basis und dorischem Kapitell sowie Triglyphengesims sitzt der Kanzelkorb, der aus fünf Seiten eines Achtecks besteht. Ionische Holzsäulen fassen die einzelnen Brüstungsfelder ein. Das mittlere Feld ist im Halbkreis geschlossen und zeigt Christus am Kreuz sowie darüber die Inschrift I N R I. Links vom Kreuz steht geschrieben: Sanguis Jesu Christi filii Dei purgat nos ab omni peccato 1. Joh. 1 v. 2. Die seitlichen Felder tragen Bibelsprüche.
Am Säulenschaft befindet sich die Jahreszahl 1577 sowie die Inschrift MB, die möglicherweise auf den Steinmetz Martin Beudener hinweist.

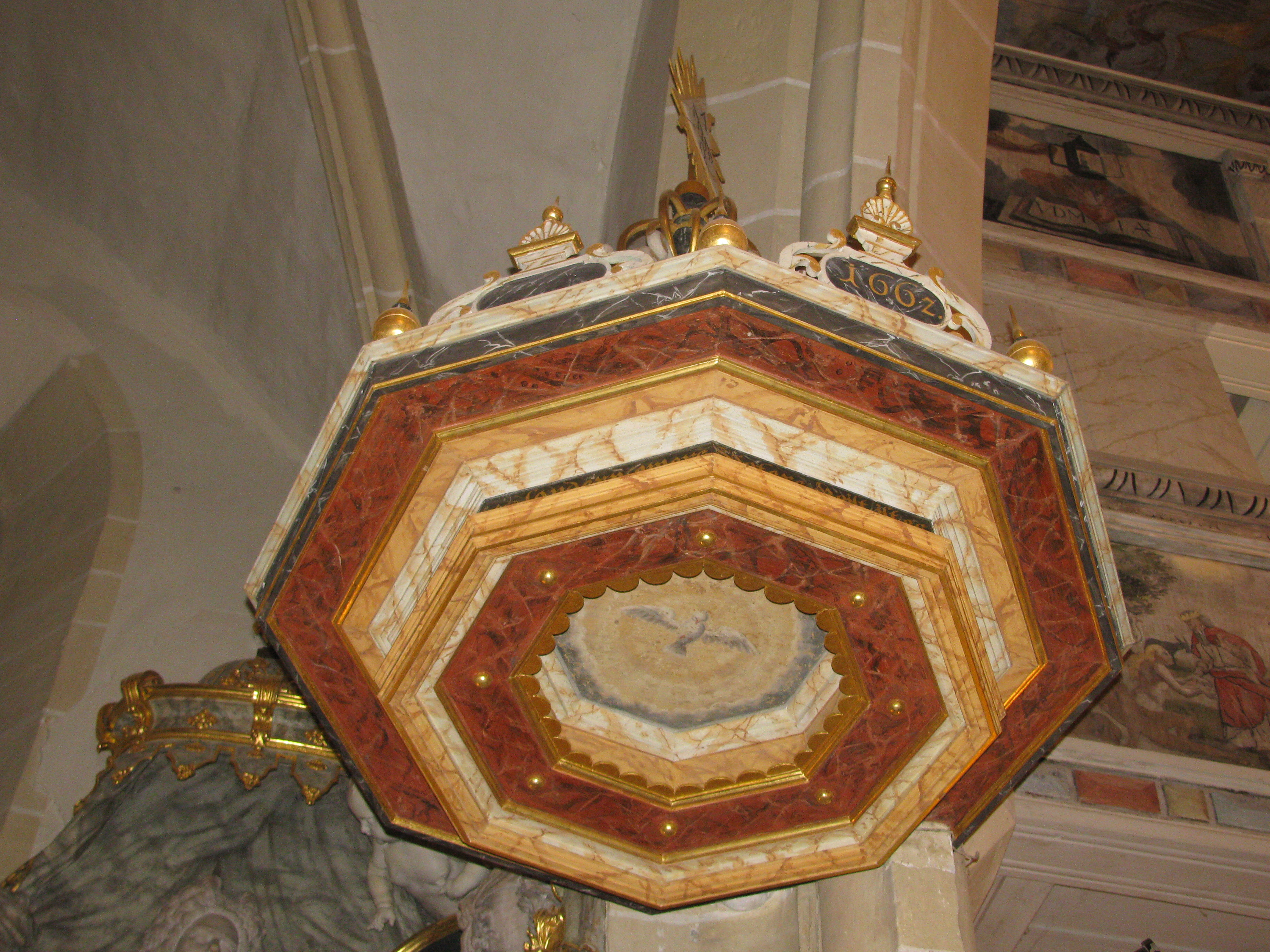
Das Innere des Schalldeckels

Der Schalldeckel entstand später als die Kanzel. Er ist als regelmäßiges Achteck konzipiert und wurde vollständig in Holz ausgeführt. Das Gesims ist weit ausladend, darüber befinden sich durchbrochene Aufsätze, von denen einer im Oval die Inschrift 1662 trägt. Die anderen Aufsätze tragen hebräische Inschriften. Die Spitze des Schalldeckels ist stark überhöht. Sie zeigt einen goldenen Stern mit gleichseitigem Dreieck als Symbol der Dreieinigkeit.
Im Inneren des Schalldeckels befindet sich in einer achtseitigen Vertiefung die Darstellung einer fliegenden Taube. Im äußeren Fries ermuntert der Bibelspruch „Ihr seyd nicht die da reden sondern ewers Vaters Geist ist es der durch euch redet. Matth X. V. 20.“ die Prediger zur Wortverkündung.
Am Triumphbogen über der Kanzelbrüstung ist eine vormals vierfache Kanzeluhr mit kleinem Kruzifix angebracht; inzwischen fehlt eine der vier Sanduhren.

### Taufstein

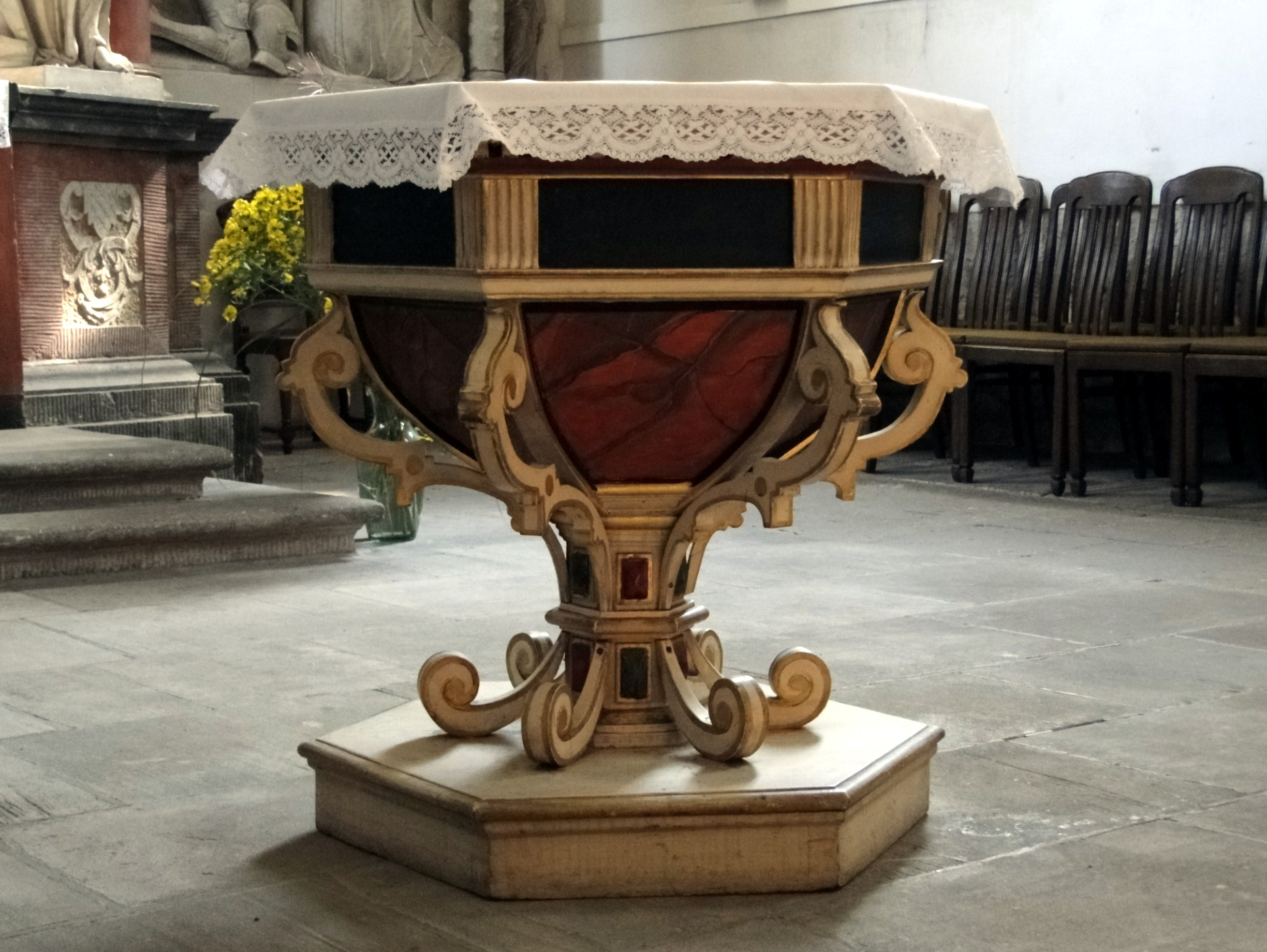
Taufe aus dem Jahr 1840

Die Kirche hatte zunächst einen Mitte des 19. Jahrhunderts geschaffenen Taufstein. Er war aus Gusseisen gefertigt und im Stil des Klassizismus gestaltet. Das runde Taufbecken stand auf einem schlanken Fuß und wurde mit einem flachen Deckel geschlossen. Der Deckel war von einem Kreuz bekrönt.
Der Taufstein wurde schließlich nach 1900 durch eine mehreckige Holztaufe ersetzt. Sie wurde in Neurenaissanceformen geschaffen und stammt aus dem Jahr 1840. Die Taufschale aus Messing stammt aus dem Jahr 1920.

### Orgel

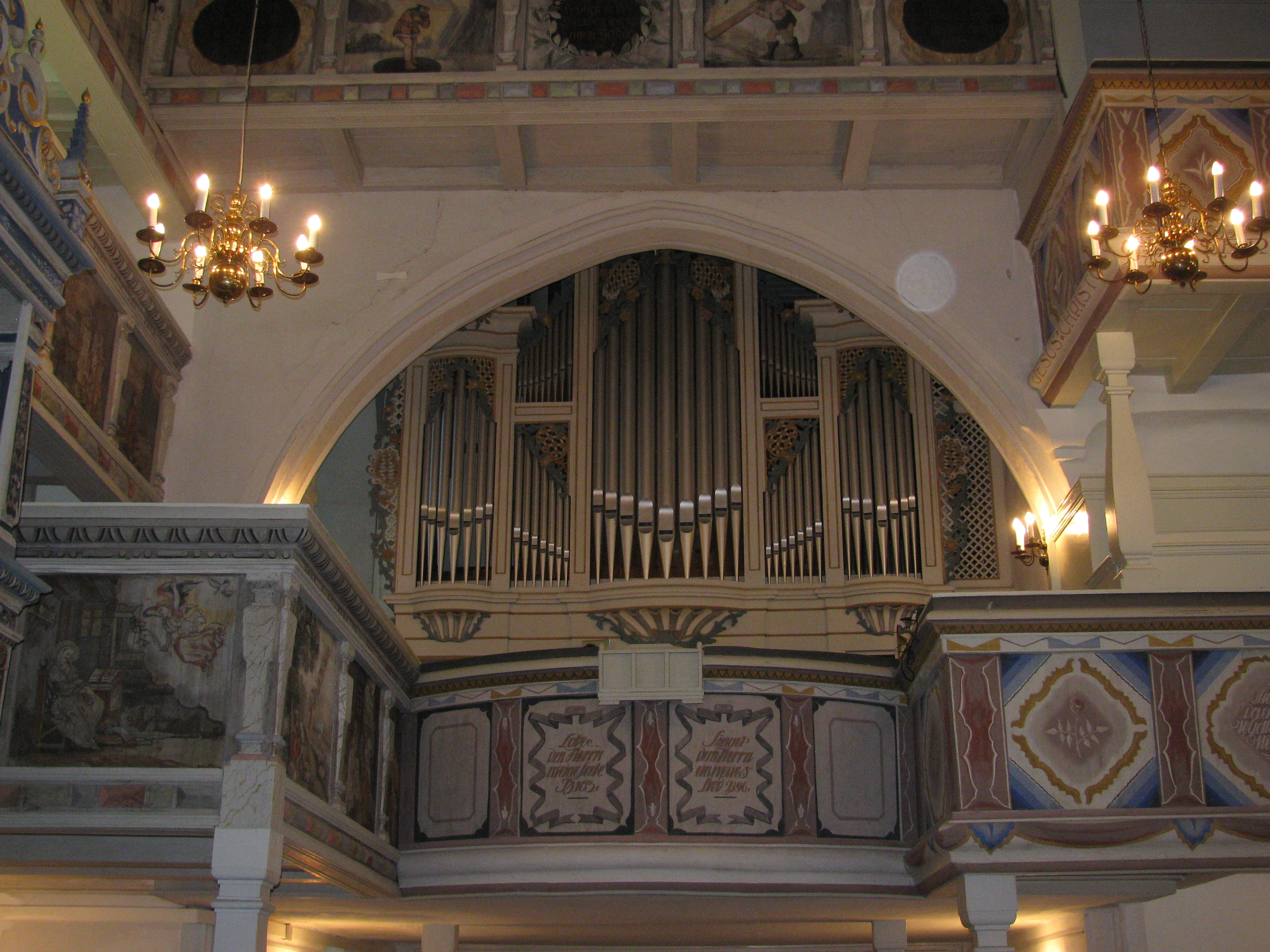
Jehmlich-Orgel

Die wahrscheinlich erste Orgel baute im Jahre 1651 der sächsische Hoforgelbauer Tobias Weller. Anlässlich der Orgelweihe hat sich die Predigt des Pfarrers Georg Gerlach erhalten. Der kurfürstlich-sächsische Hoforgelmacher Andreas Tamitius stellte 1679 das Orgelwerk fertig und renovierte es zudem in den Jahren 1698/1699. Eine zweite Orgelrenovierung erfolgte 1713 durch Orgelbauer Friedrich Lindner. Organist Emanuel Benisch und Zimmermeister George Bähr übernahmen die anschließende Prüfung der Orgel.
Eine neue Kirchenorgel wurde von 1754 bis 1762 durch Orgelbauer David Schubert, einen Schüler Gottfried Silbermanns, unter der Beteiligung von Organist Christian Ebhardt geschaffen. Cornelius Gurlitt bezeichnete den Rokoko-Prospekt als „sehr stattliches schön geschnitztes Werk“. Es zeigt muschelartige Gebilde und durchbrochenes Rankenwerk und ist in Weiß gehalten.
Die heutige Orgel wurde 1905 von den Orgelbauern Jehmlich geschaffen und in den erhaltenen Originalprospekt aus dem Jahr 1760 eingebaut. Das Werk hat 29 klingende Stimmen und wurde in den Jahren 1974 und 1975 durch das Institut für Denkmalpflege gereinigt und repariert. Durch die teilweise Änderung des Pfeifenbestands erhielt die Orgel einen helleren Klang, der dem einer Barockorgel ähnelt.
Angeregt durch das 100. Jubiläum der Orgel im Jahr 2005 entschloss sich der Kirchenvorstand, die originalen Register von 1905 durch die Orgelbaufirma Jehmlich wiederherstellen zu lassen. Finanziert wurde das Vorhaben durch viele Gemeindeglieder und den Verein zur Förderung und Pflege der Kirchenmusik in Leubnitz-Neuostra e. V. Am 2. Advent 2007 wurde die Orgel mit der Originaldisposition von 1905 wieder in den Dienst der Gemeinde gestellt.

### Glocken
Das Geläut der Leubnitzer Kirche wechselte mehrfach. Um 1900 hatte sie drei Glocken. Die große Glocke stammte aus dem Jahr 1840 und wurde von Friedrich Gruhl gegossen. Sie ersetzte eine Vorgängerglocke aus dem Jahr 1510 und trug ihre Inschrift. Die mittlere Glocke war 80 Zentimeter hoch und wurde von Andreas Herold (1623–1696) gegossen. Auch die kleinste, 77 Zentimeter hohe Glocke, stammte von Andreas Herold und trug unter anderem die Jahreszahl 1681. Die alten Glocken wurden für Kriegszwecke eingeschmolzen.
Das heutige Geläut der Kirche Leubnitz-Neuostra stammt aus dem 20. Jahrhundert. Die Dresdner Gießerei Bruno Pietzel fertigte 1922 die große Glocke; die mittlere und die kleine Glocke wurden 1949 bzw. 1927 von Franz Schilling & Söhne in Apolda gegossen. Das Geläut hat die Grundtöne es’, g’ und b’.

### Geläut
Das Geläut besteht aus drei Bronzeglocken, der Glockenstuhl ist aus Eichenholz und die Glockenjoche sind aus Stahl gefertigt.
Im Folgenden eine Datenübersicht des Geläutes:
| Nr. | Gussdatum | Gießer                     | Material | Durchmesser | Masse  | Schlagton |
| --- | --------- | -------------------------- | -------- | ----------- | ------ | --------- |
| 1   | 1922      | Glockengießerei B. Pietzel | Bronze   | 900 mm      | 800 kg | es′       |
| 2   | 1949      | Glockengießerei Schilling  | Bronze   | 900 mm      | 600 kg | g′        |
| 3   | 1927      | Glockengießerei Schilling  | Bronze   | 800 mm      | 300 kg | b′        |

### Epitaphien und Denkmäler

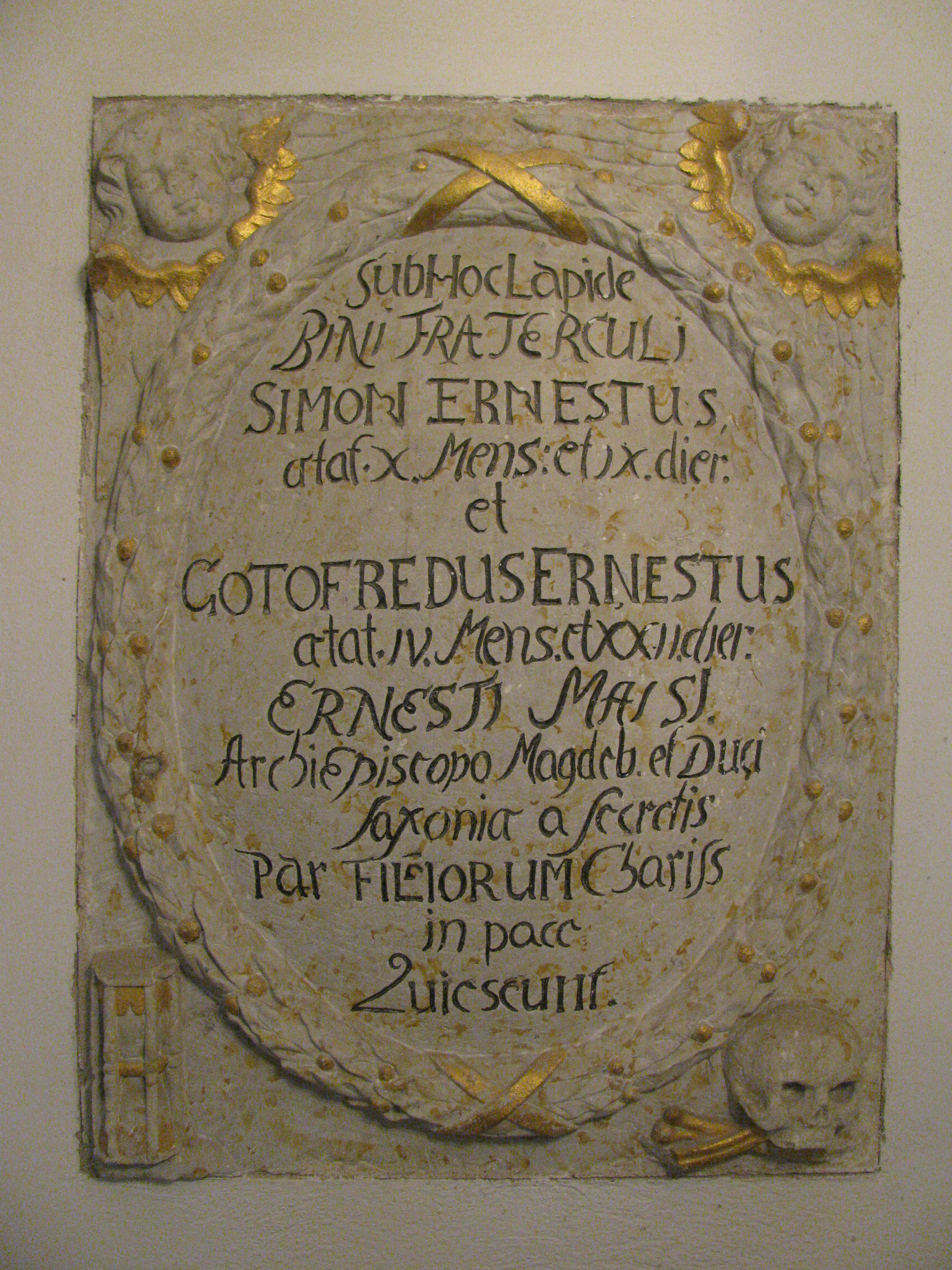
Epitaph für Simon Ernst und Gottfried Mais, um 1700

Bestattungen im Kirchinnenraum waren dem Adel und hochgestellten Persönlichkeiten der Gemeinde vorbehalten. Eine Reihe von Epitaphien hat sich erhalten, darunter verschiedene Denkmäler der Familien Karcher und Allnpeck.
Im Nordwesten befindet sich das barocke Sandstein-Denkmal von George, Gottfried und Siegismund Gerlach und ihren Ehefrauen. George (Vater) und Gottfried (Sohn) Gerlach waren im 17. und 18. Jahrhundert mehrere Jahrzehnte als Pastoren in Leubnitz tätig. Das Denkmal der Familie ist 2,40 Meter hoch und zeigt über einem Tuchgehänge mittig einen Totenkopf. Es folgt der eigentliche Aufbau mit mittiger Platte samt Inschrift sowie zwei seitlichen Schriftfeldern, die möglicherweise erst nachträglich in dieser Höhe angebracht wurden. Vor der Platte stehen zwei Jungen. Der linke trägt eine Schale und eine Kugel, der rechte eine Fackel. Gurlitt vermutet, dass das Denkmal im 19. Jahrhundert umgesetzt und dabei zu tief eingemauert wurde, was Aufbauveränderungen mit sich führte. Unter dem Denkmal liegt die Gruft der Familie.
Im Norden befindet sich rechts neben dem Haupteingang das Sandsteindenkmal des 1555 verstorbenen Joachim Allnpeck und damit das älteste Epitaph der Kirche. Die einen Meter breite und 1,80 Meter hohe Platte trägt mittig das Allnpecksche Wappen sowie oben und unten eine Inschrift.

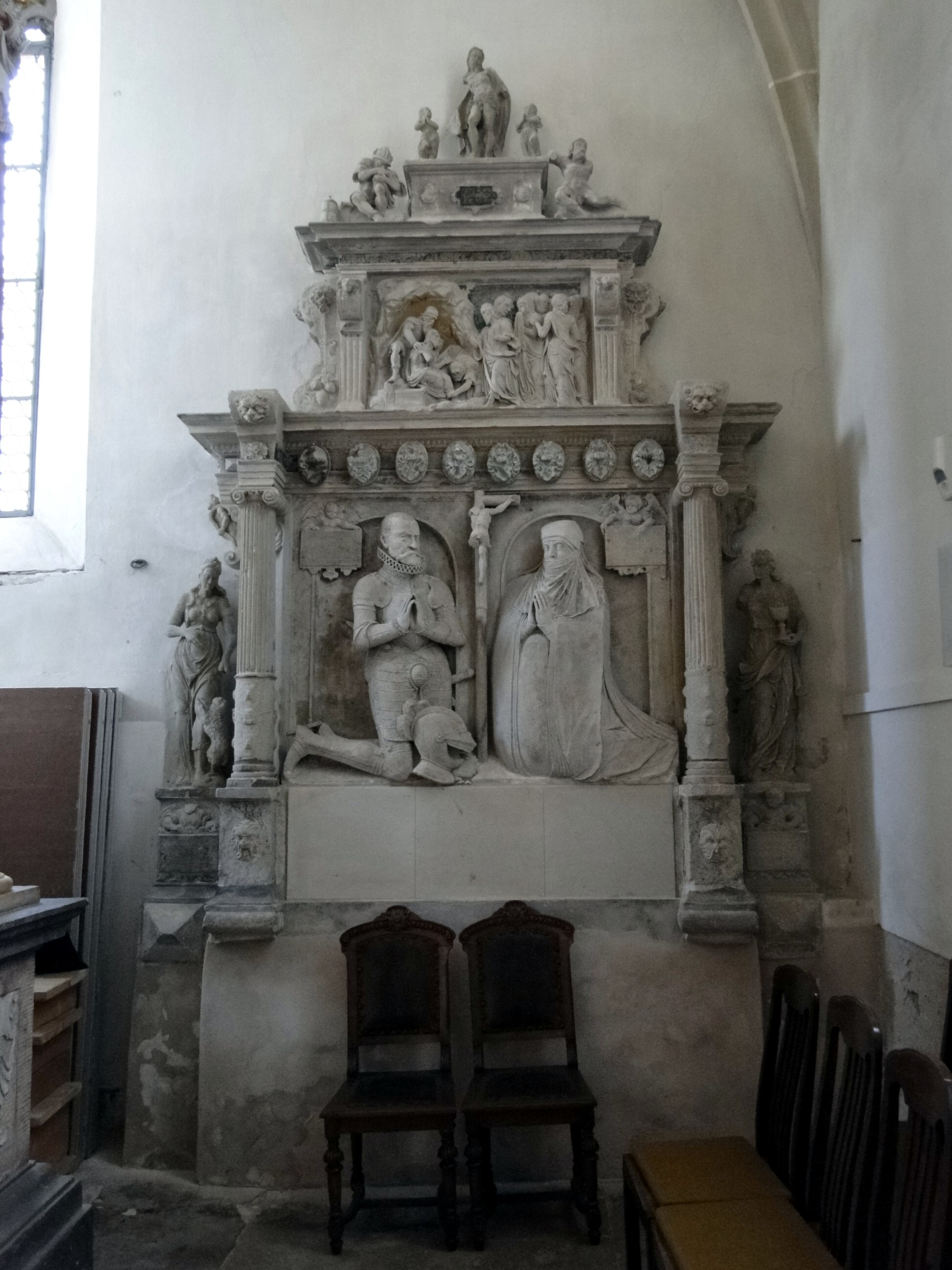
Epitaph für Hans Allnpeck dem Jüngeren aus dem Jahr 1580

Ebenfalls an der Nordseite, jedoch direkt am Altarbereich, liegt das Denkmal von Simon Ernst und Gottfried Mais, das um 1700 entstand. Die Platte ist 84 Zentimeter hoch und zeigt mittig einen einfachen Lorbeerkranz mit Inschrift sowie seitlich Engelsköpfchen, einen Totenschädel mit Knochen sowie eine Sanduhr.
In der nordöstlichen Ecke des Kirchraums steht das Denkmal des 1609 verstorbenen Wenzel Allnpeck. Die 1,70 Meter hohe Sandsteinplatte zeigt den Verstorbenen fast lebensgroß im Relief. Die Platte wurde 1879 von ihrer ursprünglichen Stelle am Altarplatz entfernt und an ihrem heutigen Platz aufgestellt.

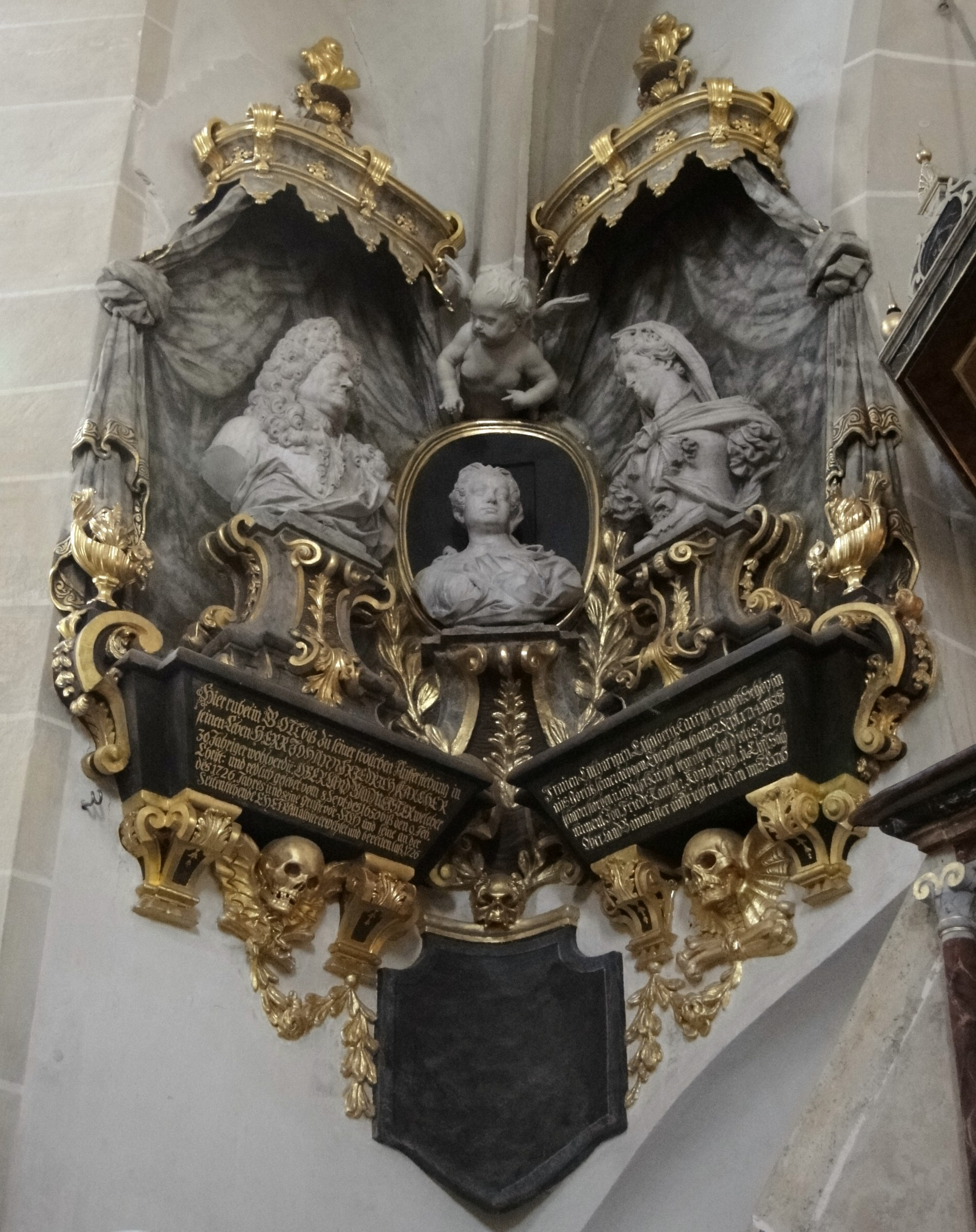
Karcher-Epitaph

An der Ostseite, hinter dem Altar, ist das zweiteilige Denkmal von Hans Allnpeck (verstorben 1601) und seiner Frau Margarethe (verstorben 1573) aufgestellt. Es ist 3,50 Meter hoch und ebenso breit und wurde von Andreas Lorentz geschaffen. Zwischen Säulen befinden sich je zwei rechteckige, in sich zweigeteilte Reliefs. Auf dem rechten Relief sind im unteren Teil zwei kniende und betende Frauen und Mädchen sowie ein Mann mit Vollbart und sieben weiteren Männern im Hintergrund vor einem Kruzifix abgebildet. Im oberen Teil ist Christus, die Kinder segnend, zu sehen. Das linke Relief ist ähnlich ausgeführt, wobei der obere Teil die Auferstehung zeigt. Über dem rechten Teil des Denkmals hat sich ein Aufsatz mit Spitzverdachung erhalten. Das Relief des Aufsatzes zeigt das Jüngste Gericht. Der linke Aufsatz wurde beim Einbau einer Empore entfernt und separat an der Nordwestseite des Chores angebracht. Sein Relief zeigt die Bestattung Christi.
In der südöstlichen Altarecke befindet sich das Epitaph von Hans Allnpeck dem Jüngeren und seiner Frau aus dem Jahr 1580. Das Sandsteindenkmal ist drei Meter breit und 5,20 Meter hoch und stammt von Samuel Lorentz. Auf dem Fries trägt es die Wappen der Familien von Karas, von Breitenbauch, von Steige, von Allnpeck, von Starschedel, von Hackeborn, von Grauschwitz und von Haubitz. Zwischen den darunter liegenden Säulen sind in Lebensgröße kniend links Hans Allnpeck und rechts seine Frau im Relief zu sehen. Beide beten, zwischen ihnen steht ein Kruzifix. Inschriften links und rechts der Figuren weisen darauf hin, dass das Epitaph zu Lebzeiten Allnpecks angefertigt wurde. Über den Knienden und dem Fries ist ein Relief mit der Auferweckung des Lazarus zu sehen. Den Abschluss des Epitaphs bildet die Figur des auferstandenen Christus.
Auf der Südseite schließen sich drei in den Boden eingelassene Grabplatten der Familie Karcher an, unter denen die Familiengruft vermutet wird. Zu den Platten gehört weiter westlich das vermutlich von Johann Christian Kirchner oder Paul Heermann geschaffene, schmuckreiche Epitaph für Johann Friedrich Karcher (verstorben 1726), seine Frau Catharina Elisabeth (verstorben 1716) und seine Tochter Eleonore (verstorben 1730). Es zeigt die lebensgroßen, in Marmor ausgeführten Büsten der Verstorbenen, wobei die Eltern die Büste des Kindes flankieren. Über den Büsten der Eltern befinden sich Baldachine aus Holz. Der eigentliche Unterbau des Epitaphs besteht aus Sandstein.

## Pfarrer der Kirchgemeinde (ab 1535)
Pfarrer / Geistliche
- 1535: Anton Hut
- 1539: Matthias Steinmetz
- 1546: Jakob Merwitz
- 1550: Gregor Heckel
- 1560: Johann Selner
- 1583: Friedrich Zörler
- 1614: Joachim Rotschuch
- 1644: Georg Gerlach
- 1682: Gottfried Gerlach
- 1727: Johann Gottfried Mehner
- 1762: Andreas Immanuel Gormann
- 1763: Konrad Gotthelf Goldschad
- 1793: Ernst Christian Conrad Gehe
- 1811: Christian Samuel Kretzschmar
- 1813: Karl Gottfried Bobe
- 1853: *Julius Karl Heinrich Heydenreich
- 1888: Ernst Otto Apfelstedt
- 1915: Otto Max Johann Schmidt
- 1933: Adolf Richard *Max Michel
- 1940: Max Wilhelm Bischoff
- 1949: *Kurt Alfred Helm
- 1955: Reinhard Kretschmar
- 1965: Heinz Schulze
- 1965: Kurt *Heinz Schulze
- 1975: Gottfried Gränitz
- 1978: Hans-Christoph Naumann
- 1983: Karl-Heinz Reichenbach
- 1997: Andreas  Horn[38]
- aktuell (2020): Wolf-Jürgen Grabner
- aktuell (2020): Tobias Hanitzsch[39]

## Friedhof
Der Friedhof um die Kirche zählt zu den ältesten Friedhöfen Dresdens und wurde vermutlich bereits um 1288 angelegt. Das Gelände umgrenzte von Beginn an eine Bruchsteinmauer, die in den Anfangszeiten des Friedhofs jedoch höher war und auch als Schutzmauer diente. Zunächst nur südlich und westlich der Kirche gelegen, erfolgten im 16. Jahrhundert und 1760 zu Zeiten des Siebenjährigen Krieges Erweiterungen des Friedhofs, der heute nach weiteren Vergrößerungen unter anderem nach dem Zweiten Weltkrieg 23.000 Quadratmeter umfasst. Die ältesten Grabmäler stammen aus der Zeit des Klassizismus und der Gründerzeit. Auf dem Friedhof befindet sich eine Parentationshalle. Sie ist ein schlichter spätklassizistischer Bau aus dem Jahr 1853. Halle und Friedhof stehen als Sachgesamtheit unter Denkmalschutz.
Auf dem Friedhof finden sich die Gräber folgender bekannter Persönlichkeiten:

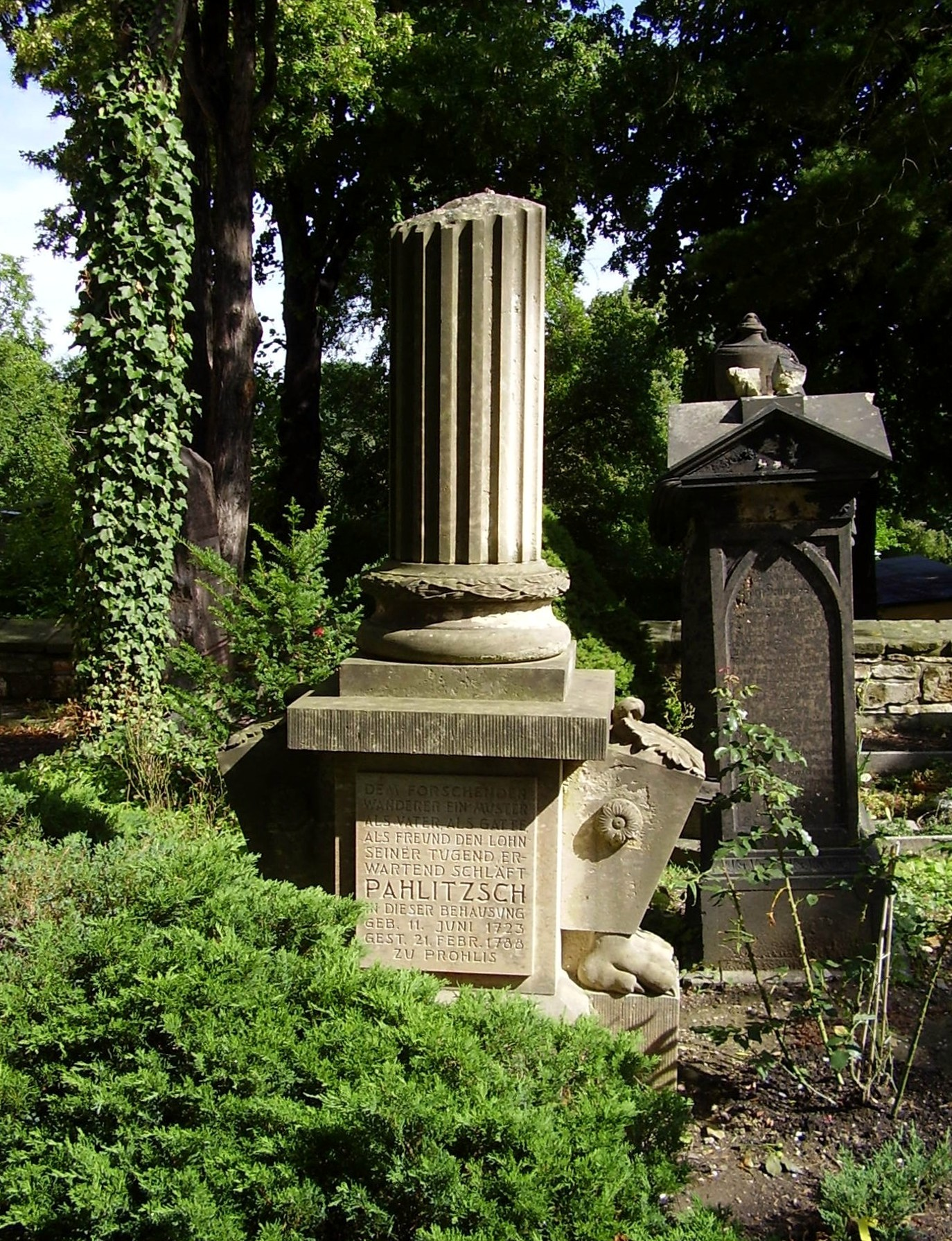
Grab von Johann Georg Palitzsch

- Irmgard Bahmann (1895–1986), Puppengestalterin
- Horst Berthold (1913–1985), Professor für Werkmaschinenbau
- Johannes Blanckmeister (1898–1982), Forstwissenschaftler
- Helmut Brosamler (1926–1989), Maschinenbauer
- Felix Elßner (1866–1945), Maler
- Wolfgang Forker (1927–1997), Elektrochemiker
- Erich Gerlach (1909–2000), Maler
- Dietrich Hering (1925–1974), Pädagoge
- Johann Friedrich Karcher (1650–1726), Baumeister
- Friedrich Kracht (1925–2007), Maler
- Bernhard Kretzschmar (1889–1972), Maler
- Peter Lötzsch (1937–1998), Verfahrenstechniker
- Ulli Melkus (1950–1990), Rennfahrer
- Edmund Moeller (1885–1958), Maler
- Walther Mönnig (1906–1990), Elektromaschinenbauer
- Rudi Ogrissek (1926–1999), Kartograph
- Johann Georg Palitzsch (1723–1788), Astronom
- Horst Peschel (1909–1989), Geodät, von 1953 bis 1956 Rektor der TH Dresden
- Kurt Pommer (1904–1993), Elektromaschinenbauer, von 1956 bis 1958 Rektor der TH Dresden
- Peter Rennert (1934–2015), Physiker
- Paul Richter (1894–1942), Pfarrer, christlicher Märtyrer
- Gustav Ernst Robert Schulze (1911–1974), Physiker
- Karl-Heinz Schweiger (1937–1995), Hydrologe
- Hildegard Stilijanov-Kretzschmar (1905–1981), Malerin
- Friedrich Adolf Willers (1883–1959), Mathematiker
- Reinhart Winkler (1933–1997), Professor für Kernenergietechnik

## Varia
Am Ostermontag 2020 (13. April) und am 29. Januar 2023 übertrug das Kultur-Hörfunkprogramm des Mitteldeutschen Rundfunks, MDR Kultur, den jeweiligen Gottesdienst der Kirchgemeinde als Direktübertragung.